# Auswärtiges Amt
Auswärtiges Amt (zkráceně AA) je centrála útvaru pro vnější činnost Německa a od dob císařství tradiční název pro německé ministerstvo zahraničních věcí, od roku 1951 tedy i pro Ministerstvo zahraničí Spolkové republiky Německo. Je odpovědné za vnější německou, ale i evropskou politiku. Vedoucí této centrály se sídlem v Berlíně je ministr zahraničních věcí. 
Ministerstvo zahraničních věcí SRN pečuje o vztahy se zahraničními státy i s mezinárodními organizacemi. K jeho nejviditelnějším krokům za poslední roky patří například ucházení se o stálé křeslo v Radě bezpečnosti OSN v rámci reformního balíčku v roce 2005, což se SRN do té doby nepodařilo.

## Diskuze o budoucnosti AA
V posledních letech stále častěji zaznívá, že AA ztrácí na svém významu a v důležitých zahraničních otázkách, jako je například zachránění eura nebo restrukturalizace Evropy, hraje jenom vedlejší roli. Záležitosti už nejsou prodiskutovávány s diplomaty a velvyslanci, nýbrž jsou projednávány rovnou na úrovni ministerstev – často dokonce na úrovní vlády. To je na evropské, ale také na světové úrovní stále častější jev. Na konferenci v srpnu 2012 navrhl AA mnohé změny, které by tento vývoj měly pozměnit.